# Václav Šaffránek
Václav Šaffránek (11. prosince 1920 Praha – 17. listopadu 1939 Praha) byl vysokoškolský student a studentský funkcionář. Byl nejmladší z devíti popravených 17. listopadu 1939.

## Život
Václav Šaffránek byl syn kapitána československé armády RNDr. Ing. Josefa Šaffránka, což ovlivnilo jeho rozhodnutí přihlásit se v době mobiliizace 1938 do armády.
Dne 21. června 1939 ukončil studia na gymnáziu v Křemencově ulici. Již během svých středoškolských studií se angažoval ve studentských organizacích a byl předsedou Sociální studentské akce ve Velké Praze. Byl výrazně katolicky orientován. Jeho mottem bylo „Vlast, národ, práce“. Na střední škole se též věnoval publicistické činnosti a vedl školní časopis Hlas mladých.
V době Mnichovské krize se dobrovolně přihlásil do armády, od léta 1939 byl spojkou odbojové organizace Obrana národa. Na podzim 1939 začal studovat inženýrské stavitelství na Českém vysokém učení technickém v Praze a stal se zapisovatelem Svazu českého studentstva v Čechách. Na vysoké škole studoval jen zhruba 6 týdnů.
Dne 17. listopadu 1939 byl ve dvě hodiny v noci zatčen gestapem (literatura, stejně jako pamětní deska uvádí jako místo zatčení dům č. 315 v ulici Karoliny Světlé 3). a téhož dne bez soudu popraven v ruzyňských kasárnách.

## Posmrtné vzpomínky
- Pamětní deska je umístěna v Praze 1, na domě čp. 315 v ulici Karoliny Světlé 3, kde byl zatčen[2]
- Václavu Šaffránkovi byl udělen titul Ing. in memoriam[3]
- Symbolický hrob Václava Šaffránka (kenotaf) je umístěn v obci Odolena Voda[4]

## Ocenění
- Medaile Za hrdinství in memoriam (2022)

## Fotogalerie

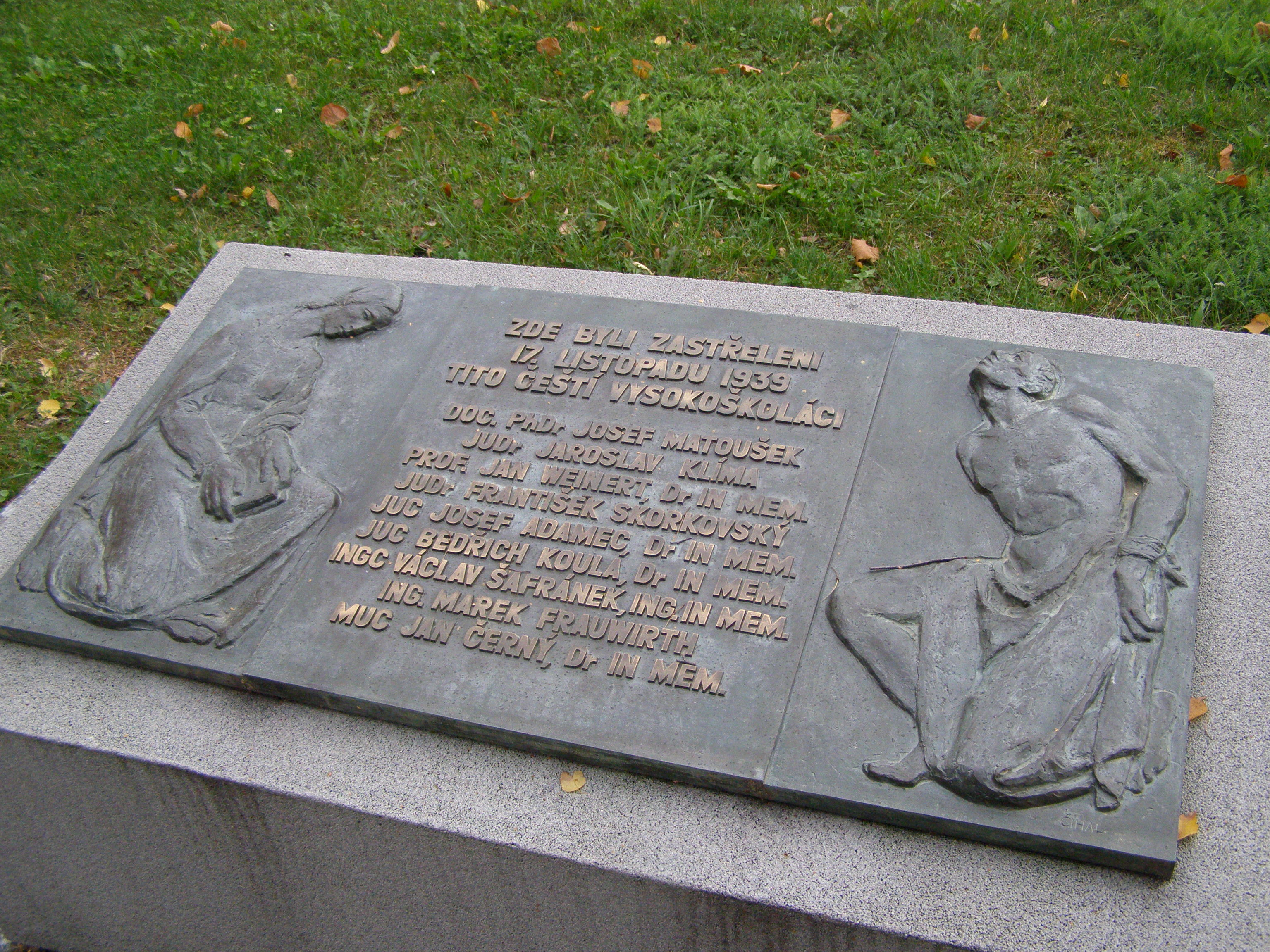
Připomínka popravy devíti hlavních představitelů studentského hnutí dne 17. listopadu 1939 na památníku v kasárnách 17. listopadu v Praze Ruzyni
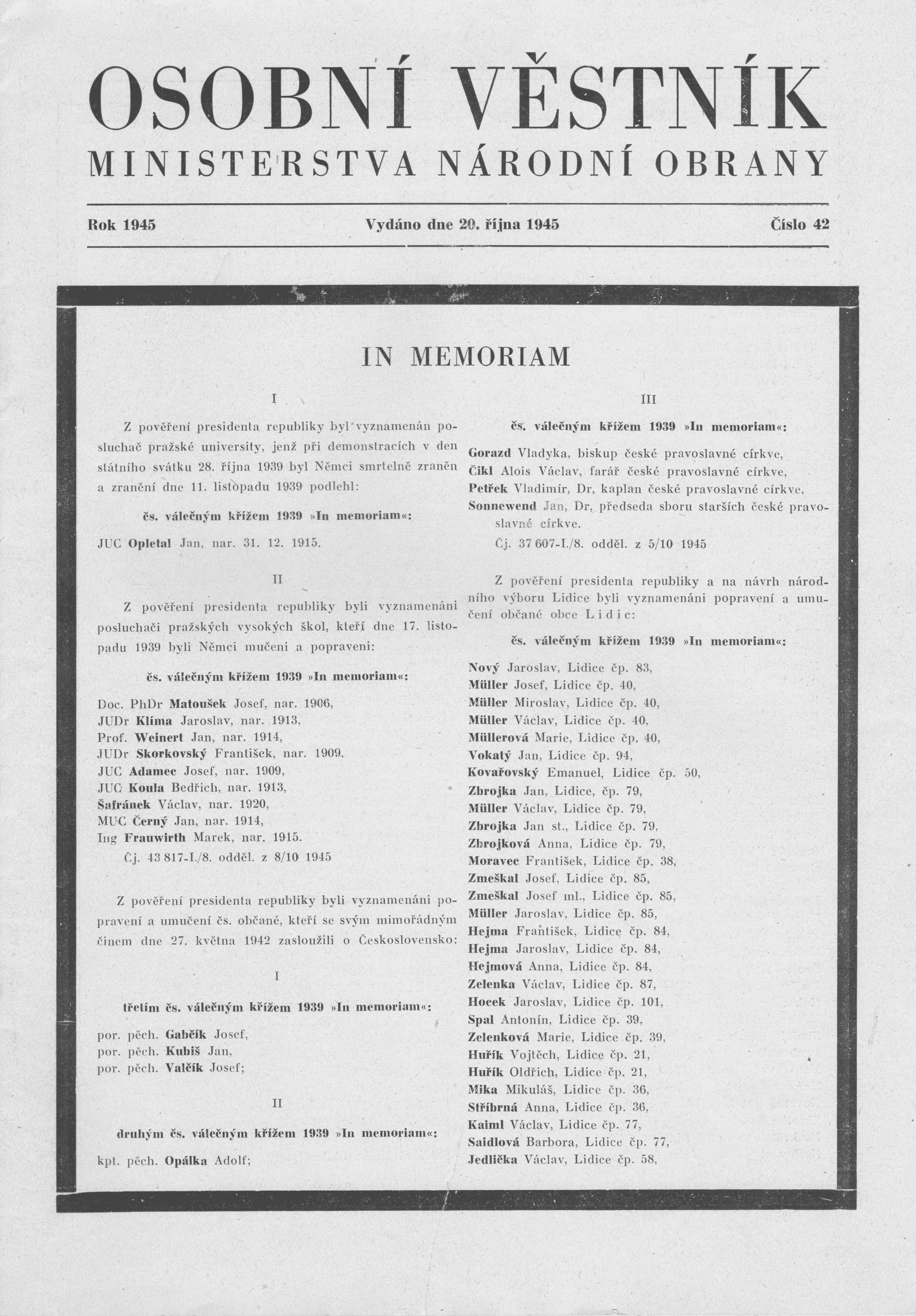
Osobní věstník MNO číslo 42 ze dne 20. října 1945 - titulní strana: udělení Československého válečného kříže 1939-1945